# Aphonopelma
Aphonopelma es un género de arañas migalomorfas de la familia Theraphosidae, que incluye casi todas las procedentes de Norteamérica y del norte de México y una parte considerable de las de Centroamérica, siendo pocas las descritas en América del Sur. Cerca de 90 especies han sido descritas, pero muchas de ellas no han sido estudiadas adecuadamente y se conoce muy poco de ellas.
Son de tamaño grande y, como muchas otras tarántulas de América, poseen pelo urticante; siendo muy dóciles en cautiverio. El estudio taxonómica no ha sido desarrollado por lo que es muy difícil identificar a aquellas que no poseen diseños, especialmente aquellas que son únicamente negras o café.
En cautiverio comen grillos, aun cuando en su ambiente natural comen toda clase de insectos pequeños. 
Son una clave en la evolución de las arañas, debido a que son el único género que posee hileras en las patas y también en el opistosoma (abdomen).

## Especies
Según The World Spider Catalog 11.0:
- Aphonopelma aberrans (Chamberlin, 1917)
- Aphonopelma anax (Chamberlin, 1940)
- Aphonopelma anitahoffmannae Locht, Medina, Rojo & Vazquez, 2005
- Aphonopelma apacheum Chamberlin, 1940
- Aphonopelma armada (Chamberlin, 1940)
- Aphonopelma arnoldi Smith, 1995
- Aphonopelma atomicum Hamilton, 2016
- Aphonopelma baergi Chamberlin, 1940
- Aphonopelma behlei Chamberlin, 1940
- Aphonopelma bicoloratum Struchen, Brändle & Schmidt, 1996
- Aphonopelma bistriatum (C. L. Koch, 1838)
- Aphonopelma braunshausenii Tesmoingt, 1996
- Aphonopelma breenei Smith, 1995
- Aphonopelma brunnius Chamberlin, 1940
- Aphonopelma burica Valerio, 1980
- Aphonopelma caniceps (Simon, 1891)
- Aphonopelma catalina Hamilton, Hendrixson & Bond, 2016
- Aphonopelma chalcodes Chamberlin, 1940
- Aphonopelma chamberlini Smith, 1995
- Aphonopelma chambersi Smith, 1995
- Aphonopelma chiricahua Hamilton, Hendrixson & Bond, 2016
- Aphonopelma clarki Smith, 1995
- Aphonopelma clarum Chamberlin, 1940
- Aphonopelma coloradanum (Chamberlin, 1940)
- Aphonopelma cookei Smith, 1995
- Aphonopelma cratium Chamberlin, 1940
- Aphonopelma crinirufum (Valerio, 1980)
- Aphonopelma crinitum (Pocock, 1901)
- Aphonopelma cryptethum Chamberlin, 1940
- Aphonopelma davemustainei (Brent E. Hendrixson, 2012)
- Aphonopelma duplex (Chamberlin, 1925)
- Aphonopelma echinum (Chamberlin, 1940)
- Aphonopelma eustathes (Chamberlin, 1940)
- Aphonopelma eutylenum Chamberlin, 1940
- Aphonopelma gabeli Smith, 1995
- Aphonopelma geotoma (Chamberlin, 1937)
- Aphonopelma gertschi Smith, 1995
- Aphonopelma griseum Chamberlin, 1940
- Aphonopelma gurleyi Smith, 1995
- Aphonopelma hageni (Strand, 1906)
- Aphonopelma harlingenum (Chamberlin, 1940)
- Aphonopelma helluo (Simon, 1891)
- Aphonopelma hentzi (Girard, 1852)
- Aphonopelma hesperum (Chamberlin, 1917)
- Aphonopelma heterops Chamberlin, 1940
- Aphonopelma hollyi Smith, 1995
- Aphonopelma iodius (Chamberlin & Ivie, 1939)
- Aphonopelma johnnycashi Hamilton, 2016
- Aphonopelma icenoglei Hamilton, Hendrixson & Bond, 2016
- Aphonopelma iviei Smith, 1995
- Aphonopelma joshua Prentice, 1997
- Aphonopelma jungi Smith, 1995
- Aphonopelma jacobii Hamilton & Hendrixson, 2024.[4]
- Aphonopelma lanceolatum (Simon, 1891)
- Aphonopelma latens (Chamberlin, 1917)
- Aphonopelma levii Smith, 1995
- Aphonopelma lithodomum Chamberlin, 1940
- Aphonopelma madera Hamilton, Hendrixson & Bond, 2016
- Aphonopelma mareki Hamilton, Hendrixson & Bond, 2016
- Aphonopelma marxi (Simon, 1891)
- Aphonopelma minchi Smith, 1995
- Aphonopelma moderatum (Chamberlin & Ivie, 1939)
- Aphonopelma mojave Prentice, 1997
- Aphonopelma mooreae Smith, 1995
- Aphonopelma mordax (Ausserer, 1871)
- Aphonopelma nayaritum Chamberlin, 1940
- Aphonopelma odelli Smith, 1995
- Aphonopelma pallidum (F. O. Pickard-Cambridge, 1897)
- Aphonopelma paloma Prentice, 1993
- Aphonopelma parvum Hamilton, Hendrixson & Bond, 2016
- Aphonopelma pedatum (Strand, 1907)
- Aphonopelma peloncillo Hamilton, Hendrixson & Bond, 2016
- Aphonopelma phanum Chamberlin, 1940
- Aphonopelma phasmus Chamberlin, 1940
- Aphonopelma platnicki Smith, 1995
- Aphonopelma prenticei Hamilton, Hendrixson & Bond, 2016
- Aphonopelma prosoicum Chamberlin, 1940
- Aphonopelma punzoi Smith, 1995
- Aphonopelma radinum (Chamberlin & Ivie, 1939)
- Aphonopelma reversum Chamberlin, 1940
- Aphonopelma rothi Smith, 1995
- Aphonopelma rubropilosum (Ausserer, 1871)
- Aphonopelma ruedanum Chamberlin, 1940
- Aphonopelma rusticum (Simon, 1891)
- Aphonopelma saguaro Hamilton, 2016
- Aphonopelma sandersoni Smith, 1995
- Aphonopelma schmidti Smith, 1995
- Aphonopelma sclerothrix (Valerio, 1980)
- Aphonopelma seemanni (F. O. Pickard-Cambridge, 1897)
- Aphonopelma serratum (Simon, 1891)
- Aphonopelma smithi Smith, 1995
- Aphonopelma stahnkei Smith, 1995
- Aphonopelma steindachneri (Ausserer, 1875)
- Aphonopelma stoicum (Chamberlin, 1925)
- Aphonopelma sullivani Smith, 1995
- Aphonopelma superstitionense Hamilton, Hendrixson & Bond, 2016
- Aphonopelma texense (Simon, 1891)
- Aphonopelma truncatum (F. O. Pickard-Cambridge, 1897)
- Aphonopelma vogelae Smith, 1995
- Aphonopelma vorhiesi (Chamberlin & Ivie, 1939)
- Aphonopelma waconum (Chamberlin, 1940)
- Aphonopelma wichitanum (Chamberlin, 1940)
- Aphonopelma xanthochromum (Valerio, 1980)
- Aphonopelma xwalxwal Hamilton, 2016
- Aphonopelma zionis Chamberlin, 1940